# 静岡マラソン
静岡マラソン（しずおかマラソン、Shizuoka Marathon）は、静岡県静岡市で行われるマラソン大会。正式名称には末尾に開催年が付され、第1回大会では「静岡マラソン2014」である。従来は3月上旬に開催されているが、2019年大会のみ3月3日に東京マラソンが開催されたため、1週繰り上げて2月24日に実施された。

## 概要
1976年より開催されていた静岡駿府マラソン（最長でハーフマラソン）が前身となり、2014年にフルマラソンとなり静岡マラソンとして第1回大会が開催された。2020年から22年は新型コロナウイルスの影響で中止した。
2022年8月23日、実行委員会から新型コロナウイルスの感染対策費をはじめ、人件費や物価高による大会経費の確保が課題となっていて、大会の継続が困難と判断して「静岡マラソン」の休止を発表した。
2023年5月26日、静岡市は、市内で3月に開催されていた「静岡マラソン」の再開に向け、2023年度一般会計6月補正予算案に負担金1億円を計上する方針を固めた。新型コロナウイルス感染使用拡大の影響で20年から中止が続き、昨年、大会休止が発表されていたが、24年春に5年ぶりに開催される見通しとなった。

## 大会運営団体
- 主催：静岡マラソン実行委員会（静岡市、静岡商工会議所、一般財団法人静岡陸上競技協会、公益財団法人静岡市スポーツ協会、静岡朝日テレビ）
- 共催：全国家康公ネットワーク
- 主管：静岡県中部陸上競技協会

## エントリー
2015年大会は、2014年10月3日より先着順で受け付けた。

## コース

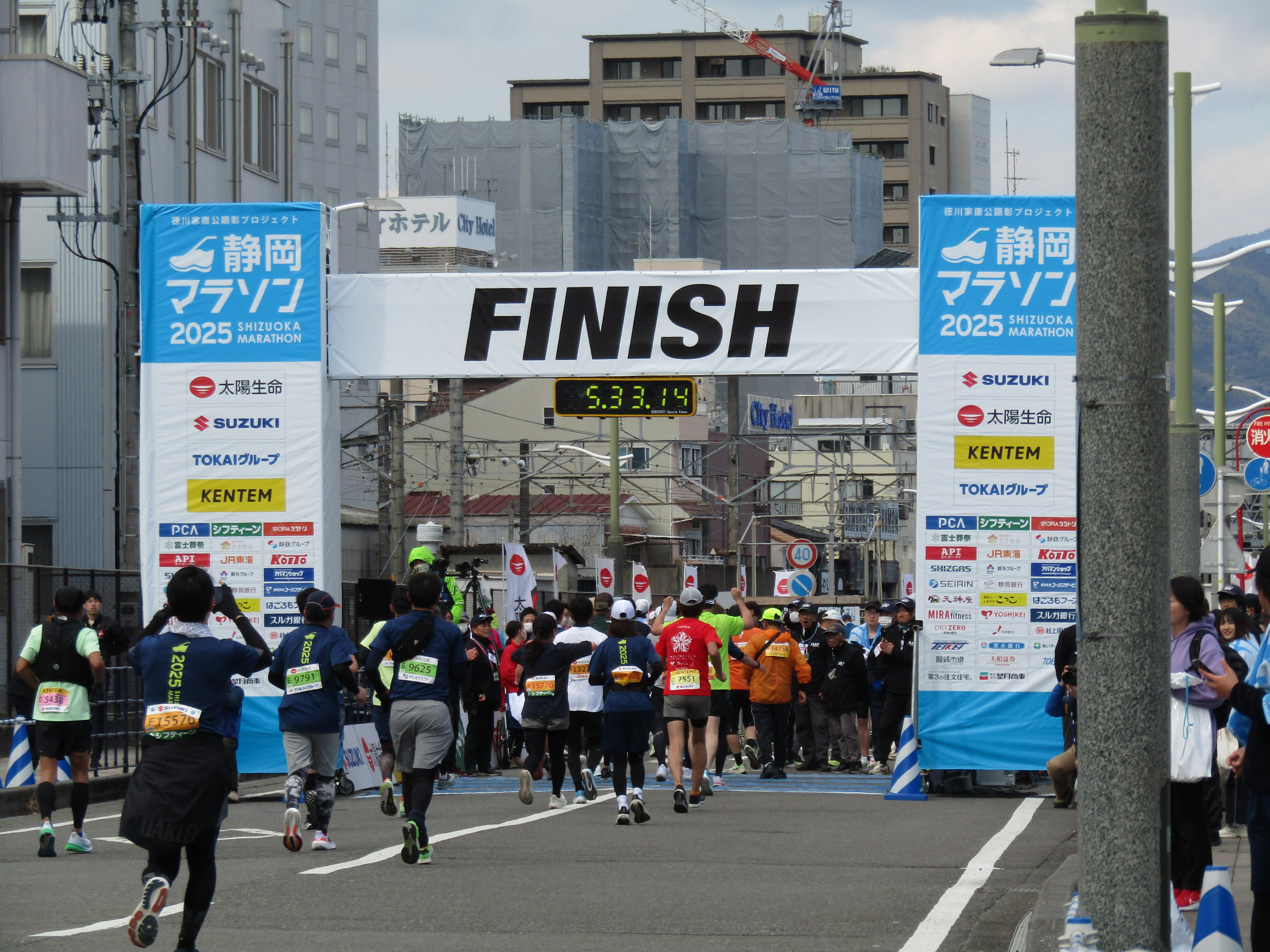
ゴール地点

- フルマラソン：静岡市葵区役所前（スタート）→浅間神社→駿府城公園→安倍川橋→南安倍川橋→久能山下→駒越→清水駅前（ゴール）
- ファンラン (10km)：静岡市葵区役所前（スタート）→浅間神社（折り返し）→大岩4丁目（折り返し）→駿府城公園（ゴール）
- 小学生の部 (3.2km)：駿府城公園を約2周

## 種目概要

### マラソン
- 定員：12,000人
- 距離：42.195km
- スタート：8時20分　申し込み時の申告タイムを参考にしてスタート時の待機ブロックを振り分ける。
- 制限時間：5時間30分
- 参加資格
  - 登録の部：大会当日に満18歳以上の男女、2013年度日本陸連登録者（高校生不可）
  - 一般の部：大会当日に満18歳以上の男女（高校生不可）
- 参加料：10,000円（税込）

### ファンラン
- 定員：1,000人
- 距離：10km
- スタート：8時20分　安全を考慮し後方から同時スタート
- 制限時間：1時間30分
- 参加資格：大会当日に満15歳以上の男女（中学生不可）
- 参加料：3,000円（税込）

### 小学生
- 定員：1,000人
- 距離：3.2km
- スタート：11時00分　小学6年生を先頭に5年生、4年生の順番でスタート
- 制限時間：25分
- 参加資格：小学4・5・6年生の男女児童
- 参加料：1,000円（税込）

※制限時間は号砲を基準とする。

## 受付
2014年の第1回大会は、前々日と前日に受付を行う形であった。2015年の第2回大会は事前受付を廃止し、大会1か月前を目途に参加セット一式が送付される。

## テレビ中継体制
10:00からの第1部と、『ANNニュース』（ローカルニュース内包）を挿んで第2部の12:50まで放送する（本来静岡朝日テレビ以外のテレビ朝日系列で放送されている番組はネットを返上する）。放送開始から第2部中盤までは、レースの模様を中継録画放送し以降生放送をする。しかし、2020年以降3年連続で大会が中止された為に、テレビ中継も中止されたままとなっている。

### 第1回大会（2014年）
別記が無い場合はいずれも静岡朝日テレビアナウンサー。
- 放送センター

解説：吉川紳（静岡高校陸上競技部監督）
ゲスト解説：藤田敦史（富士通陸上競技部コーチ）
実況：古川興二
- 1号車

実況：石田和外
- 2号車

実況：村田智啓
- リポート

スタート：中野佳也子
第二折り返し：出原大樹
マルトヨいちご園：広瀬麻知子
フィニッシュ：森直美
ライブU移動中継：橋本ありす
EXPO：牧野結美

### 第2回大会（2015年）
別記が無い場合はいずれも静岡朝日テレビアナウンサー
- 放送センター

ゲスト解説：増田明美（スポーツジャーナリスト）
解説：吉川紳（静岡高校陸上競技部監督）
実況：古川興二
- 1号車

実況：村田智啓
- 2号車

実況：石田和外
- リポート

スタート（中町交差点）：橋本ありす
麻機折り返し（第二折り返し）：赤間優美子
国道150号（25.7km）：森直美
フィニッシュ：広瀬麻知子
簡易移動中継：出原大樹
EXPO：相葉詩織

### 第3回大会（2016年）
別記が無い場合はいずれも静岡朝日テレビアナウンサー
- 放送センター

ゲスト解説：増田明美（スポーツジャーナリスト）
解説：吉川紳（静岡高校陸上競技部監督）
実況：古川興二
- 1号車

実況：村田智啓
- 2号車

実況：出原大樹
- 定点リポート

スタート（中町交差点）：森直美
麻機折り返し（第二折り返し）：白田裕太郎
国道150号（25.7km）：赤間優美子
フィニッシュ：石田和外
簡易移動中継：広瀬麻知子、横田真理子
EXPO：細田阿也（フリー）

## 備考
この大会では、仮装での参加は禁止されている。